# Kostel Navštívení Panny Marie (Choustník)
Kostel Navštívení Panny Marie v Choustníku v okrese Tábor je farní kostel římskokatolické farnosti Choustník a kulturní památka České republiky. Památkově chráněn je celý areál, který zahrnuje i hřbitov obehnaný ohradní zdí.

## Historie
Kostel, původně zasvěcený svatému Václavovi, pochází z 2. poloviny 14. století, byl postaven v gotickém slohu. V roce 1359 byla v Choustníku zřízena plebánie. Během husitských válek byl kostel vypálen. V letech 1673 až 1687 byl kostel barokně přestaven a zasvěcen Panně Marii; stavebníkem byl hrabě Jan Špork.

## Popis
Kostel má jednu chrámovou loď, ke které je připojeno kněžiště se sakristii na východní straně, a hranolovou věž v průčelí. K jižní straně lodi je přistavena předsíňka. Raně barokní vnitřní zařízení kostela pochází z 2. poloviny 17. století. Na hlavním oltáři je gotická dřevěná socha Madony z 15. století. Fragment cínové křtitelnice pochází z roku 1682. V kostele a ve hřbitovní zdi jsou náhrobníky.